# 関釜フェリー

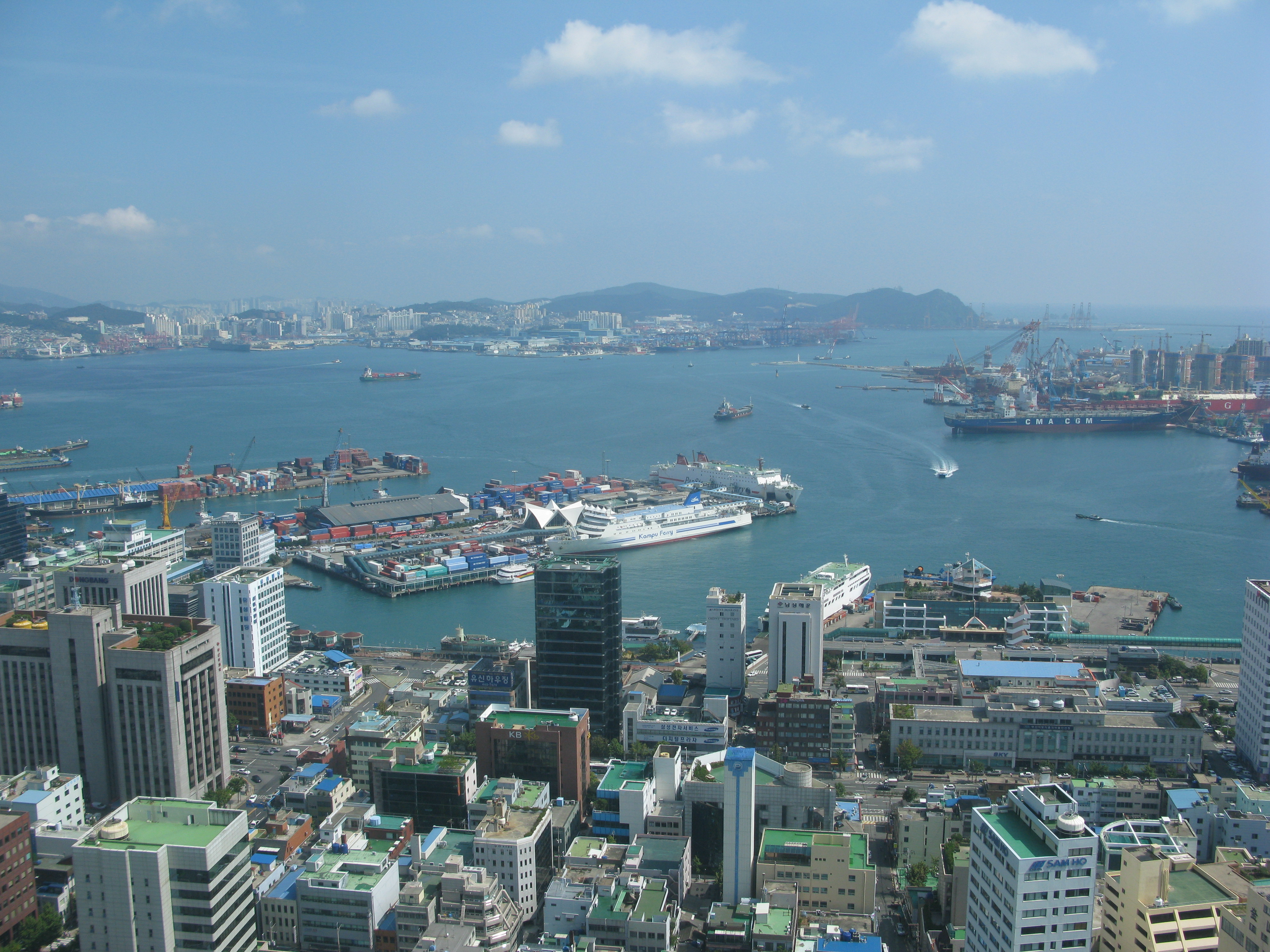
釜山港に停泊する関釜フェリー

関釜フェリー株式会社（かんぷフェリー、英: Kampu Ferry Co.,Ltd.）は、山口県下関市東大和町に本社を置く日本の海運会社である。関光汽船を中心とした「SHKライングループ」に属し、新日本海フェリー、阪九フェリーと共にSHKライングループの中核をなす。
同市下関港国際ターミナルと大韓民国・釜山広域市との海路を結ぶ定期フェリーを運航しており、韓国側のパートナーである釜関フェリーとの共同運航により夜行便を毎日1往復運航している。

## 歴史
下関と釜山との航路は、1905年に開設された関釜連絡船を起源とする。1910年の日韓併合により日本の国内路線になり、その後は日本と朝鮮、のちには大陸側の鉄道を経由して満州やヨーロッパをもつなぐ重要路線となった。しかし、1945年（昭和20年）の第二次世界大戦の日本の降伏に伴い、日本が朝鮮半島の統治権を失って以降、大韓民国や朝鮮民主主義人民共和国の成立や朝鮮戦争を経て、20年以上に渡ってこの区間の定期的な海上交通は基本的に途絶えていた。この他日韓間の航路としては1964年から大韓海運が釜山 - 小倉 - 神戸間で週1往復する程度となっていた。
1965年（昭和40年）に、日韓基本条約が締結発効し日韓の間で国交が成立すると、1967年（昭和42年）に行われた日韓経済閣僚会議にて関釜航路を復活させる話題が上がったのをきっかけに航路復活の機運が高まった。下関市と釜山市の市長が航路計画の窓口役となり、下関市長の井川克巳が関光汽船社長の入谷豊州に相談を持ち掛けて計画を検討し、日韓双方に航路を担当する法人を設け共同運営し、各法人が一隻ずつフェリーを保有し双方の収益をプールし共同計算する共同運航・共同計算方式を採用。1969年（昭和44年）6月21日、下関市に本社を置く関光汽船のほか、日本郵船・商船三井・川崎汽船といった海運大手やトヨタ自動車販売・宇部興産といった韓国と関係深い商社の出資により運航会社である関釜フェリー株式会社が設立（資本金1億8000万円）された。
翌1970年（昭和45年）6月16日に釜山港発便より就航、25年ぶりに両市が定期運航の海上交通で結ばれることになった。出航日は下関側が月曜日、水曜日、金曜日の隔日午前9時出発で、釜山には当日午後4時に到着するスケジュールが組まれていた。運賃は一等8640円、二等5400円。自動車は車体長4メートルまで7560円、5メートルまで10080円という価格設定がされていた。ただし日本と韓国では自動車の規格や車検等の法規制が異なるため、航送した自動車が自国のナンバーをつけたまま相手国の道路を走行できるダブルナンバー（ダブルライセンス）制が導入されるまでには時間を要した。
1983年（昭和58年）には韓国側の法人である釜関フェリー が船舶を保有・運航することにより、共同運航による毎日就航が実現した。
1988年（昭和63年）、関釜フェリーを介した日本と韓国の鉄道連絡乗車券「日韓共同きっぷ」の発売を開始し、事実上の国際連絡運輸が復活したが、日韓共同きっぷの発売は2015年6月30日を以って終了した。

### 沿革
- 1969年6月 - 関光汽船が関釜フェリー株式会社を設立。
- 1969年8月 - 韓国で釜関フェリーを設立。
- 1970年6月16日 - 航路の営業を開始。新造船「フェリー関釜」（初代）が就航[2][8]。
- 1970年11月 - 昼間の航海となっていたスケジュールを、夜間の航海に変更[2]。
- 1971年 - 国鉄コンテナの受け入れを開始[2]。
- 1976年7月 - 阪九フェリーから移籍し改名した「フェリー関釜」（2代目）が就航し、初代は退役。
- 1983年4月 - 釜関フェリーによる船舶の運航が開始され、翌月には両社の船舶をあわせて毎日運航となる。
- 1984年9月 - 阪九フェリーから移籍し改名した「フェリー関釜」（3代目）が就航し、2代目は退役。
- 1988年7月 - 日韓共同きっぷの利用開始。
- 1998年8月 - 「フェリー関釜」（3代目）に代えて「はまゆう」が就航。3代目は移籍のうえ「フェリー釜関」に改名。

## 航路
- 下関港（ 日本山口県下関市） - 釜山港（ 韓国釜山広域市）
  - それぞれの港を19時頃に出発し、翌朝8時頃に到着するスケジュール。直線距離で200 km弱という短距離にもかかわらず12時間以上の運航時間を要しているが、これは未明に到着地の港内に到着ののち、到着港の税関や入国管理業務の開始まで接岸せず待機しているためである。
  - 韓国側法人である釜関フェリーとの共同運航である。両社の船舶が交互に就航しており、関釜フェリーが出航した翌日に同じ港を釜関フェリーが就航するスケジュールとなっている。なお、各港側での営業や乗船受付業務は就航会社に関係なく、下関側では関釜フェリーが、釜山側では釜関フェリーが担当している。
  - 事前に運輸支局で当該車両の登録証書などを用意し、運転者が国際運転免許証を保有していれば、90日間以内で日本の自家用車、バイクを韓国に持ち込むことが可能（国際ナンバーは不要）。また、同様に韓国の自家用車、バイクを1年以内（ただし、運転手は査証有効期間内）で日本に持ち込むことも可能。

## 船舶

### 運航中の船舶

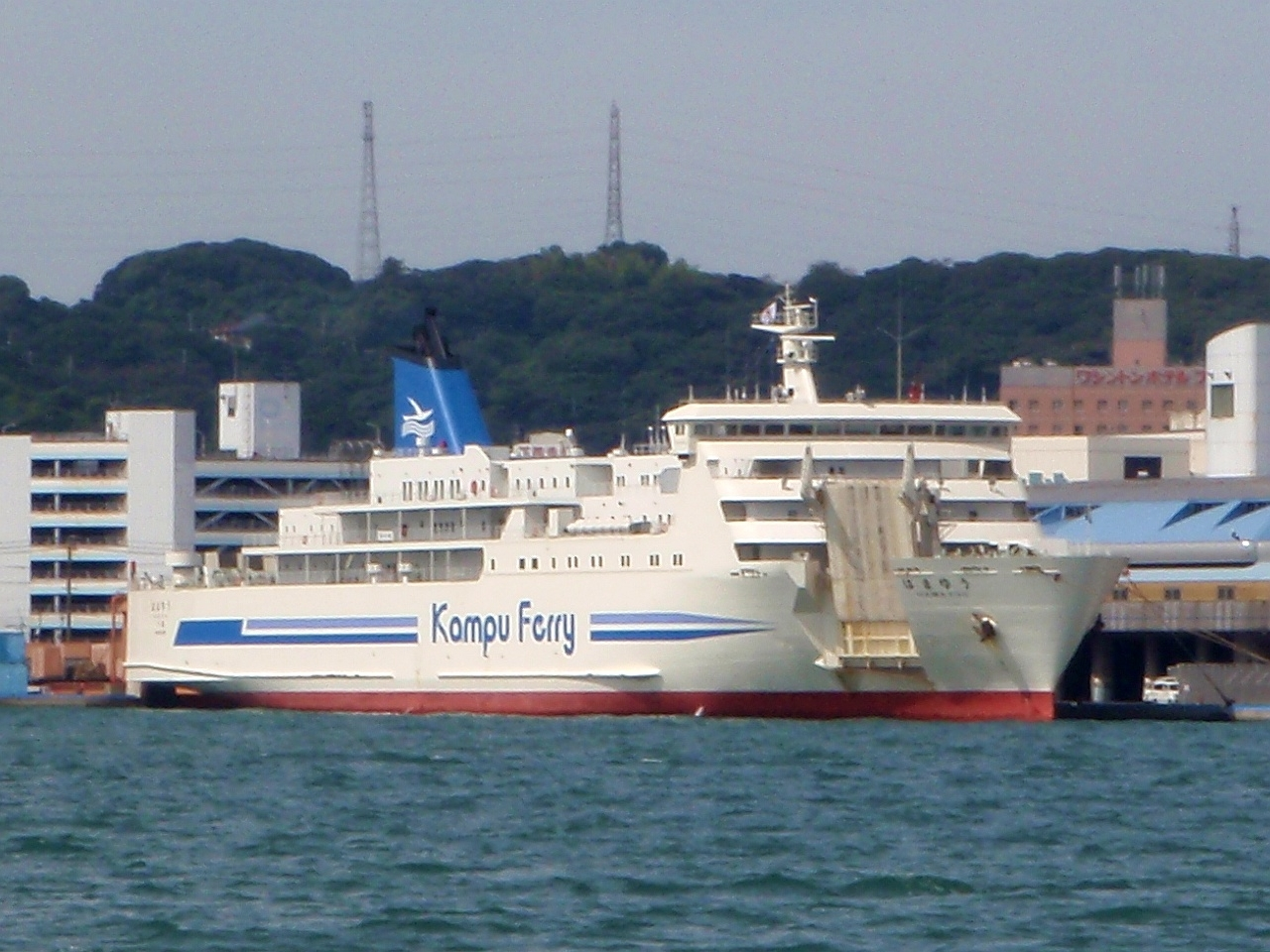
はまゆう - 下関港

はまゆう (Hamayuu)
船籍：日本船籍
1998年8月竣工、同月28日就航。16,187国際総トン（7,747国内総トン）、全長162 m、幅23.6 m、出力12,000馬力、航海速力18ノット（最大20.5ノット）。
旅客定員460名。車両等積載数：乗用車30台、TEUコンテナ換算140個。三菱重工業下関造船所建造。

### かつて運航されていた船舶
フェリー関釜 (初代) (Ferry Kampu)
1970年6月竣工、同月16日就航。3,875国内総トン、全長114.7 m、幅16 m、出力8,000馬力、航海速力16.5ノット（最大17.4ノット）。
旅客定員578名。車両積載数：乗用車60台。大平工業建造。
1976年7月、韓国に売却され「Dongyang Express Ferry」に改名。1991年、フィリピンに売却され「Our Lady of the Rule」に改名。
フェリー関釜 (2代) (Ferry Kampu)
1968年10月、阪九フェリーの「第六阪九」として竣工。1976年7月購入、同月9日就航。5,169国内総トン、全長127.3 m、幅22.4 m、出力7,340馬力、航海速力18.2ノット（最大20.1ノット）。
旅客定員952名。車両積載数：トラック80台。林兼造船下関造船所建造。
1984年、阪九フェリーに売却され「希望丸」に改名。1986年、ギリシャに売却され解体。
フェリー関釜 (3代) Ferry Kampu)
1973年12月、阪九フェリーの「第十七阪九」として竣工。1984年8月購入、同年9月16日就航。6,590国内総トン、全長135.5 m、幅22 m、出力16,000馬力、航海速力21.8ノット（最大22.3ノット）。
旅客定員689名。車両積載数：乗用車30台、トラック80台。神田造船所建造。
1998年8月に退役後の1999年2月、釜関フェリーに売却され「フェリー釜関」に改名のうえ同月5日就航。2005年10月、「銀河」（ウンハ）に改名。2004年7月に終航後の2006年、ギリシャに売却され「Panagia Agiassou」に改名。